# 1833 (numero)
Milleottocentotrentatré (1833) è il numero naturale dopo il 1832 e prima del 1834.

## Proprietà matematiche
- È un numero dispari.
- È un numero composto da 8 divisori: 1, 3, 13, 39, 47, 141, 611, 1833. Poiché la somma dei suoi divisori (escluso il numero stesso) è 855 < 1833, è un numero difettivo.
- È un numero sfenico.
- È un numero nontotiente in quanto dispari e diverso da 1.
- È un numero fortunato.
- È un numero intero privo di quadrati.
- È un numero malvagio.
- È parte delle terne pitagoriche (344, 1833, 1865), (705, 1692, 1833), (1833, 2444, 3055), (1833, 3060, 3567), (1833, 3760, 4183), (1833, 9856, 10025), (1833, 11844, 11985), (1833, 14300, 14417), (1833, 35720, 35767), (1833, 43056, 43095), (1833, 129220, 129233), (1833, 186656, 186665), (1833, 559980, 559983), (1833, 1679944, 1679945).

## Astronomia
- 1833 Shmakova è un asteroide della fascia principale del sistema solare

## Astronautica
- Cosmos 1833 è un satellite artificiale russo.